# Трансцендентальна логіка
Трансцендента́льна ло́гіка — термін філософії Іммануїла Канта.

## Основні положення
Питання про можливість апріорних синтетичних суджень у філософії («метафізиці») Кант пов'язує з дослідженням властивостей розуму. Він розглядає розум як здатність створювати умовиводи, що призводить до виникнення ідей. За Кантом, «ідеї» — поняття про незаперечне. А оскільки дані досвіду обумовлені причинами, предметом ідей може бути лише те, чого ніколи не може сприймати чуття, досвід.
Розум створює три головні ідеї: 
1. ідею про душу як цілісність всіх психічних явищ;
2. ідею про світ як цілісність нескінченного ряду причинно зумовлених явищ (причин і наслідків);
3. ідею про Бога як причину усіх причинно створених явищ. Однак спроба розуму дати вичерпну відповідь про те, що є світ як ціле, призводить до суперечності. А саме: можна довести, що світ не має початку в часі, не має обмежень в просторі. І можна довести, що світ почав існувати лише з якогось моменту часу, що світ обмежений просторово. Можна довести, що частинки, з яких складаються тіла, можуть бути нескінченно подільні. А можна довести, що вони мають межу кінцевої подільності. Можна довести, що події відбуваються внаслідок дії необхідних умов. А можна довести, що події відбуваються абсолютно випадково, незумовлено. Кожна зі схем доведення буде логічно істинною.

Такі суперечності, як виявив Кант, виникають у розумі з необхідністю. А це свідчить, що розум сам по собі має суперечливий характер. Ці положення визнаються Кантом неістинними, бо світ як цілісність є принципово не даною нам «річчю у собі».
Кант пропонує розділити логіку на два типи — загальну логіку і трансцендентальну логіку. Загальна логіка досліджує форми поняття, судження, умовиводу, повністю абстрагуючись від питання про зміст, який мислиться за допомогою тієї чи іншої форми думки. Трансцендентальна логіка звертає увагу на те, що надає знанню апріорного характеру, створює можливість виникнення загальних і необхідних істин.
Таким чином, фактично вчення Канта про пізнання є розгорненою трансцендентальною логікою.